# Robert Speck
Robert Speck (ur. 28 kwietnia 1909 w Sybinie, zm. 13 lipca 1979 w Hanowerze) – rumuński piłkarz ręczny. Uczestnik Igrzysk Olimpijskich w 1936 w Berlinie. Na igrzyskach zagrał we wszystkich meczach.